# Мельниково (Калінінградська область)
Мельниково (рос. Мельниково) — селище Зеленоградського району, Калінінградської області Росії. Входить до складу Ковровського сільського поселення.
Населення — 791 особа (2015 рік).

## Населення
| 1919 | 2002 | 2010 |
| ---- | ---- | ---- |
| 713  | ↗880 | ↘791 |